# Carl Brodde
K/Carl E. Brodde (før 1915 Broddesson) (5. september Munka-Ljungby, Kristianstads län, Skåne-13. april 1965 i Viken, Malmöhus län, Skåne – 10. december 1965) var en dansk/svensk atlet, fabrikant og direktør.
Brodde kom til Danmark 1907 og vandt som medlem af Københavns FF (senere Københavns IF) tolv danske mesterskaber og satte ti danske rekorder og en nordisk rekord.
Brodde som var svensk statsborger rejste tilbage til Sverige cirka 1930. I Sverige var han medlem af Malmö AI og vandt 1909 det svenke mesterskab i femkamp, hvilket var den senere storklubs første mesterskab.

## Danske mesterskaber
- Femkamp: 1908-1911
- Diskoskast: h+v: 1911- 1914 og 1916
- Spydkast: h+v 1910 og 1911
- Kuglestød: h+v 1910

## Danske rekorder
- Spydkast: 3 gange
- Diskoskast: 4 gange
- Kuglestød: 3 gange

## Svenske mesterskaber
- Femkamp: 1909

## Nordisk rekord
- Diskoskast h+v: 38,45 + 34,25 = 72,70 20 juli 1911 i Næstved